# مطبخ أرمني

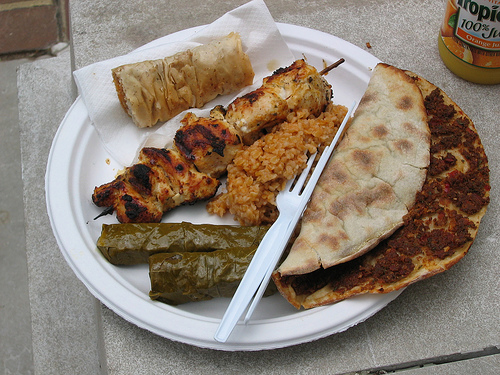
مأكولات أرمنية.

المطبخ الأرمني يعود تاريخه إلى القدم، وهو مزيج من الأذواق والروائح المختلفة. يحوي الطعام في كثير من الأحيان رائحة مميزة. ترتبط المطبخ الأرمني ارتباطًا وثيقًا مع المطبخ الشرقي والمطبخ المتوسطي يحوي المطبخ على مختلف التوابل والخضروات والأسماك والفواكه. الخصائص الرئيسية للمطبخ الأرمني هي الاعتماد على نوعية المكونات بدلاً من التتبيل بشدة، واستخدام الأعشاب، واستخدام القمح في مجموعة متنوعة من الأشكال، والبقوليات، والمكسرات، والفواكه. وتعتبر الكبة، الورق دوالي، الكباب ولحم بعجين من أشهر مأكولات الأرمني والتي تعتمد على اللحم بشكل أساسي، ويظهر بأنه تأثر كثيرًا بالمطبخ السوري بعد نزوح الأرمن إلى سوريا خلال فترة الإبادة الأرمنية.